# 鳩山イニシアチブ

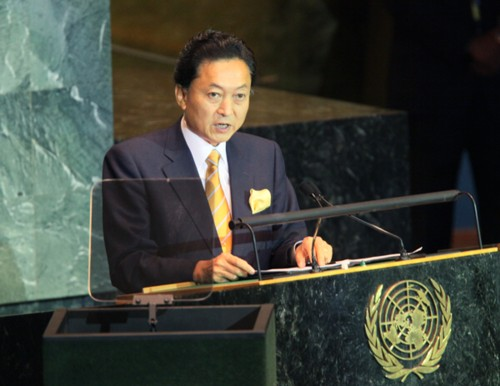
国連気候変動首脳会合の演説において発表する鳩山内閣総理大臣

鳩山イニシアティブ（はとやまイニシアティブ、英語: Hatoyama Initiative）は、地球温暖化への対策に必要な二酸化炭素の排出削減のため、鳩山由紀夫内閣総理大臣が2009年9月に提唱した構想である。

## 内容
- 日本国を含む先進国が官民からの多額の資金で排出削減に貢献する。
- （特に、先進国からの資金援助による）途上国の排出削減について、測定・報告・検証可能な形での国際ルールを策定する。
- （排出削減のためにおこなう）途上国への資金援助の透明性・実効性確保のため、必要な国際システムを構築する。
- （排出削減のためにおこなう）途上国への技術移転の促進のため、技術移転と両立する知的所有権保護の枠組みを確立する。

## 年表
- 2009年9月22日、国連気候変動首脳会合における鳩山内閣総理大臣演説において国際公約として発表[2][3]。
- 2009年9月30日、鳩山イニシアチブに関して、国民への負担や経済的影響がどの程度のものになるのかを試算する閣僚委員会が開催される[4]。
- 2009年10月25日、鳩山はインドネシアのユドヨノ大統領と会談し、4億ドルの円借款を検討する方針を伝えた[5]。12月10日に日本とインドネシアは署名する。この事業自体は自公政権下で始まった継続案件だったことから、自公政権で決まった事業が鳩山イニシアチブの初案件となった[6]。
- 2009年11月24日、専門家7人と5研究機関によるタスクフォース（座長・植田和弘京大教授）の中間結果報告が出されたが、「1990年比25%削減」の場合の家計負担は13万-76.5万円と試算され、麻生政権での試算(22万-77万円)と差がなかった。この結果に福山哲郎外務副大臣は報告書を非公開にするように求めた[7]が、小沢鋭仁環境相はタスクフォースのメンバーを入れ替えて、鳩山内閣の意向に沿った試算結果を行うことを決定した[8]。
- 2009年12月16日、第15回気候変動枠組条約締約国会議(COP15)で、小沢鋭仁環境相が記者会見し、途上国の地球温暖化対策を支援する資金として2012年までの3年間で官民合わせ総額1兆7500億円を拠出すると表明した[9]。
- 2010年5月7日、政府は、鳩山イニシアティブの一環として、マラウイの地方の電化促進のため、17億円の無償資金協力を行うと発表した[10]。
- 2010年5月22日、小沢鋭仁環境相と中国の周生賢環境保護部長は、北海道千歳市の会談で黄砂対策における日中間の連携を強めることを確認し、小沢環境相は「鳩山イニシアチブ」の一環として、資金協力する姿勢を見せた[11]。
- 2012年、政府は福島第一原子力発電所事故を受けたエネルギー政策の見直しで、発電中に二酸化炭素を排出しない原子力発電所の推進が困難になったため25%削減を撤回した[12]。

## 評価
- NPOの環境エネルギー政策研究所所長の飯田哲也は、鳩山イニシアチブの実現によって、2009年から2020年にかけて、GDPは97兆円、1人あたりの可処分所得は76万円増加すると計算し、その結果、国民への36万円負担は取るに足らないものになると主張している[13]。
- 中国は、「日本は、ありえないことを前提にしている。25%の数字はまやかしだ」と批判している[14]。
- 産経新聞は、「自腹を切ったわけでもないのに途上国に対するばら撒き外交を『鳩山イニシアティブ』と名付けるとは、いかなる了見か」と批判した[15]。